# Abdul Aziz (atleta)
Abdul Aziz (10 novembre 1924 – 29 settembre 1996) è stato un atleta pakistano.
Ha partecipato ai Giochi di Helsinki 1952 e di Melbourne 1956.
Ha vinto 1 argento ai Giochi asiatici del 1954.